# Шелохаев, Валентин Валентинович
Валенти́н Валенти́нович Шелоха́ев (род. 18 декабря 1941, Кузнецк) — советский и российский историк; доктор исторических наук (1985), профессор (1990), главный научный сотрудник ИРИ РАН, руководитель Центра «История России в ХІХ — начале XX в.» ИРИ РАН. Лауреат Государственной премии Российской Федерации (2002) за многотомную работу «Политические партии России. Конец XIX — первая треть XX века. Документальное наследие».

## Биография
Окончил Мордовский государственный университет по специальности «история» в 1965 году. Под руководством Л. М. Иванова учился в аспирантуре Института истории СССР АН СССР. С 1971 года работает в Институте истории СССР (ИРИ РАН); преподавал в РГГУ и Московском педагогическом университете, работал в Центре документальных публикаций РГАСПИ.
В 1971 году защитил кандидатскую диссертацию «Программа кадетов в первой русской революции», а в 1984 году — докторскую диссертацию по монографии «Кадеты — главная партия либеральной буржуазии в борьбе с революцией 1905—1907 гг.» (официальные оппоненты Г. А. Арутюнов, В. С. Дякин, А. Д. Степанский).
Действительный член Международной академии информатизации, РАЕН и Академии политической науки, член редколлегии журналов «Вопросы истории» и «Российская история». Директор Российского Института общественной мысли, председатель учёного совета Фонда изучения наследия П. А. Столыпина. Принимал участие в деятельности Российского независимого института социальных и национальных проблем, входил в состав экспертного совета ВАК по отечественной истории.
Сын Станислав (род. 1975) — кандидат исторических наук.

## Основные работы
Автор более 300 научных публикаций.
Книги, брошюры
- Из истории трёх революций в России. — М.: Просвещение, 1976. — 191 с. (в соавт. с А. С. Рудем и Г. Ф. Семенюком);
- Первая русская революция в американской и английской буржуазной историографии. — М.: Мысль, 1976. — 184 с. (в соавт. с П. Н. Зыряновым);
- Борьба за массы в трёх революциях в России: Пролетариат и средние городские слои. — М.: Мысль, 1981 (в соавт. с В. П. Булдаковым, А. Е. Ивановым и Н. А. Ивановой);
- Кадеты — главная партия либеральной буржуазии в борьбе с революцией 1905—1907 гг. — М.: Наука, 1983. — 327 с.;
- Герои революции 1905—1907 годов в России. — М.: Просвещение, 1984. — 80 с. (в соавт. с А. С. Рудем);
- Герои Великого Октября, 1917. — М.: Просвещение, 1987. — 172,[3] с. (в соавт. с А. С. Рудем);
- Партия октябристов в период первой российской революции. — М.: Наука, 1987. — 157,[1] с.;
- Первый съезд РСДРП: к 90-летию. — М.: Знание, 1988. — 63,[1] с. — (Новое в жизни, науке, технике. История и политика КПСС. № 2; в соавт. с С. В. Тютюкиным);
- РСДРП в первой российской революции: к 85-летию революции 1905—1907 гг. — М.: Знание, 1990. — 62,[2] с. — (Новое в жизни, науке, технике. История и политика КПСС. № 2; в соавт. с С. В. Тютюкиным);
- Идеология и политическая организация российской либеральной буржуазии, 1907—1914 гг. — М.: Наука, 1991. — 231,[1] с.;
- Либеральная модель переустройства России. — М.: Российская политическая энциклопедия, 1996. — 330 с.;
- Марксисты и русская революция. — М.: РОССПЭН, 1996. — 235 с. (в соавт. с С. В. Тютюкиным);
- Прощание с прошлым. — М.: РОССПЭН, 1998. — 303 с.;
- Пётр Аркадьевич Столыпин: интеллект и воля. — М.: РОССПЭН, 2005. — 239 с. (в соавт. с П. А. Пожигайло);
- Самостояние. — М.: РОССПЭН, 2010. — 270 с.;
- Дневник историка. — М.: РОССПЭН, 2013. — 509 с.;
- Конституционно-демократическая партия в России и эмиграции. — М.: РОССПЭН, 2015. — 864 с.;
- На разные темы. — М.: РОССПЭН, 2016. — 710 с.
- Либерализм в России в начале XX века. — М.: РОССПЭН, 2019. — 503 с.
- Многопартийность в России в начале XX века. — М.: РОССПЭН, 2023. — 672 с.
- Драма российской многопартийности. — М.: РОССПЭН, 2024. — 286 с.

Составитель и редактор
- Генеральная репетиция Великого Октября: документы, материалы, иллюстрации о революции 1905—1907 гг. — М.: Политиздат, 1980. — 159 с. (совм. с С. В. Тютюкиным)
- Политическая история России в партиях и лицах. Т. 1—2. — М.: ТЕРРА, 1993—1994.
- Политические партии России. Конец XIX — первая треть XX века: энциклопедия. — М.: РОССПЭН, 1996. — 872 с. (совм. с В. П. Булдаковым и Н. Д. Ерофеевым)
- Русское зарубежье. Золотая книга эмиграции. Первая треть XX века: энциклопедический биографический словарь. — М.: РОССПЭН, 1997. — 748 с. (совм. с Н. И. Канищевой)
- Политические партии России: история и современность. М.: РОССПЭН, 2000. — 630 с. (совм. с А. И. Зевелевым и Ю. П. Свириденко)
- Россия: государственные приоритеты и национальные интересы. — М.: РОССПЭН, 2000. — 395 с. (совм. с О. В. Волобуевым)
- Российские либералы: сборник статей. — М.: РОССПЭН, 2001. — 574 с. (совм. с Б. С. Итенбергом)
- История политических репрессий и сопротивления несвободе в СССР. — М.: Мосгорархив, 2002. — 504 с.
- Права и свободы человека в программных документах основных политических партий и объединений России. XX век. — М.: РОССПЭН, 2002. — 494 с. (совм. с А. Н. Арининым и С. И. Семёновым)
- Модели общественного переустройства России. XX век. — М.: РОССПЭН, 2004. — 607 с.
- Государственная Дума России: энциклопедия в 2 т.: т. 1: Государственная Дума Российской Империи (1906—1917 гг.). — М.: РОССПЭН, 2006. — 768 с.
- Государственный совет Российской Империи: 1906—1917: энциклопедия. — М.: РОССПЭН, 2008. — 343 с.
- Бунд. Документы и материалы. 1894—1921. — М.: РОССПЭН, 2010. — 1360 с. — (Политические партии России. Конец XIX — первая треть XX века. Документальное наследие)
- Российский либерализм середины XVIII — начала XX века: энциклопедия. — М.: РОССПЭН, 2010. — 1087 с.
- Русский консерватизм середины XVIII — начала XX века: энциклопедия. — М.: РОССПЭН, 2010. — 639 с.
- Пётр Аркадьевич Столыпин: энциклопедия. — М.: РОССПЭН, 2011. — 735 с.
- Первая мировая война в оценке современников: власть и российское общество. 1914—1918. Т. 3 : Либеральный взгляд на войну: через катастрофу к возрождению. — М.: РОССПЭН, 2014. — 543 с. — (Россия в Первой мировой войне 1914—1918 годов; совм. с К. А. Соловьёвым и С. В. Шелохаевым)
- Представительные учреждения Российской империи в 1906—1917 гг.: материалы перлюстрации Департамента полиции. — М. : Политическая энциклопедия, 2014. — 718 с. (совм. с К. А. Соловьёвым)
- Революция 1917 года глазами современников. Т. 1: Январь—май. — М.: РОССПЭН, 2017. — 351 с. — (Россия в 1917 году; совм. с В. В. Журавлёвым)